# Загребський трамвай
Загребський трамвай (хорв. Zagrebački tramvaj) — трамвайна система у столиці Хорватії місті Загребі; один із популярних видів міського громадського транспорту.

## Короткі відомості

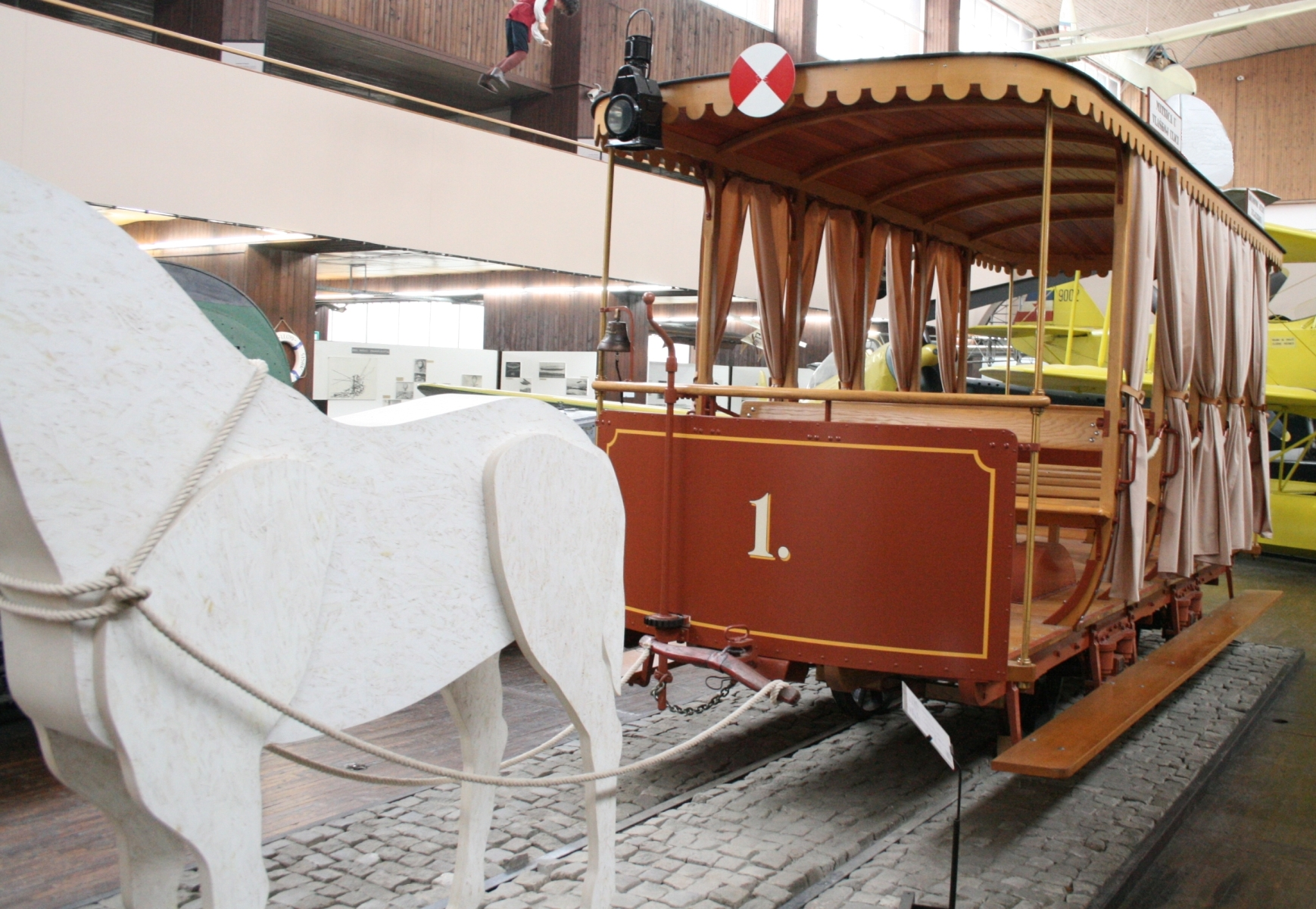
Загребська конка у Технічному музеї Загреба

Як і у більшості великих європейських міст, зокрема тих, що входили до Австро-Угорщини, першим видом трамваю у Загребі був трамвай на кінській тязі, тобто конка, який став до ладу в 1891 році.
Уже 1910 року загребський трамвай був електрифікований.
Нині для перевезення пасажирів загребські трамваї використовують 116 км рейок метрової колії. У денний час працюють маршрути від 1 до 17 (крім 10 і 16 — їх не існує взагалі), а у нічну пору працюють — від 31 до 34. Пересічний інтервал руху трамваїв удень становить 5—10 хвилин, майже через кожну зупинку пролягають щонайменше 2 маршрути. Уночі трамваї рухаються точно за розкладом, пересічний інтервал становить 40 хвилин. Денні маршрути також мають розклад, але зазвичай його не дотримуються через часті затори на дорогах у «час пік».

## Маршрути
Денні:
- № 1 Західний вокзал — Боронгай
- № 2 Чрномерець — Савище
- № 3 Любляниця — Савище (тільки по буднях)
- № 4 Савський міст — Дубець
- № 5 Пречко — Максимир
- № 6 Чрномерець — Сопот
- № 7 Савський міст — Дубрава
- № 8 Михалеваць — Запрудже
- № 9 Любляниця — Боронгай
- № 11 Чрномерець — Дубець
- № 12 Любляниця — Дубрава
- № 13 Житняк — Площа Кватерника
- № 14 Михалеваць — Запрудже
- № 15 Михалеваць — Доле
- № 17 Пречко — Боронгай

Нічні:
- № 31 Чрномерець — Савський міст
- № 32 Пречко — Боронгай
- № 33 Доле — Савище
- № 34 Любляниця — Дубець

Нічні трамвайні маршрути нерідко замінюють автобусними з причини виконання ремонтів рейок.

## Рухомий склад
У Загребі експлуатується велика кількість типів вагонів. Станом на вересень 2005 року у місті було 240 моторних вагонів і 8 вагонів інших типів.

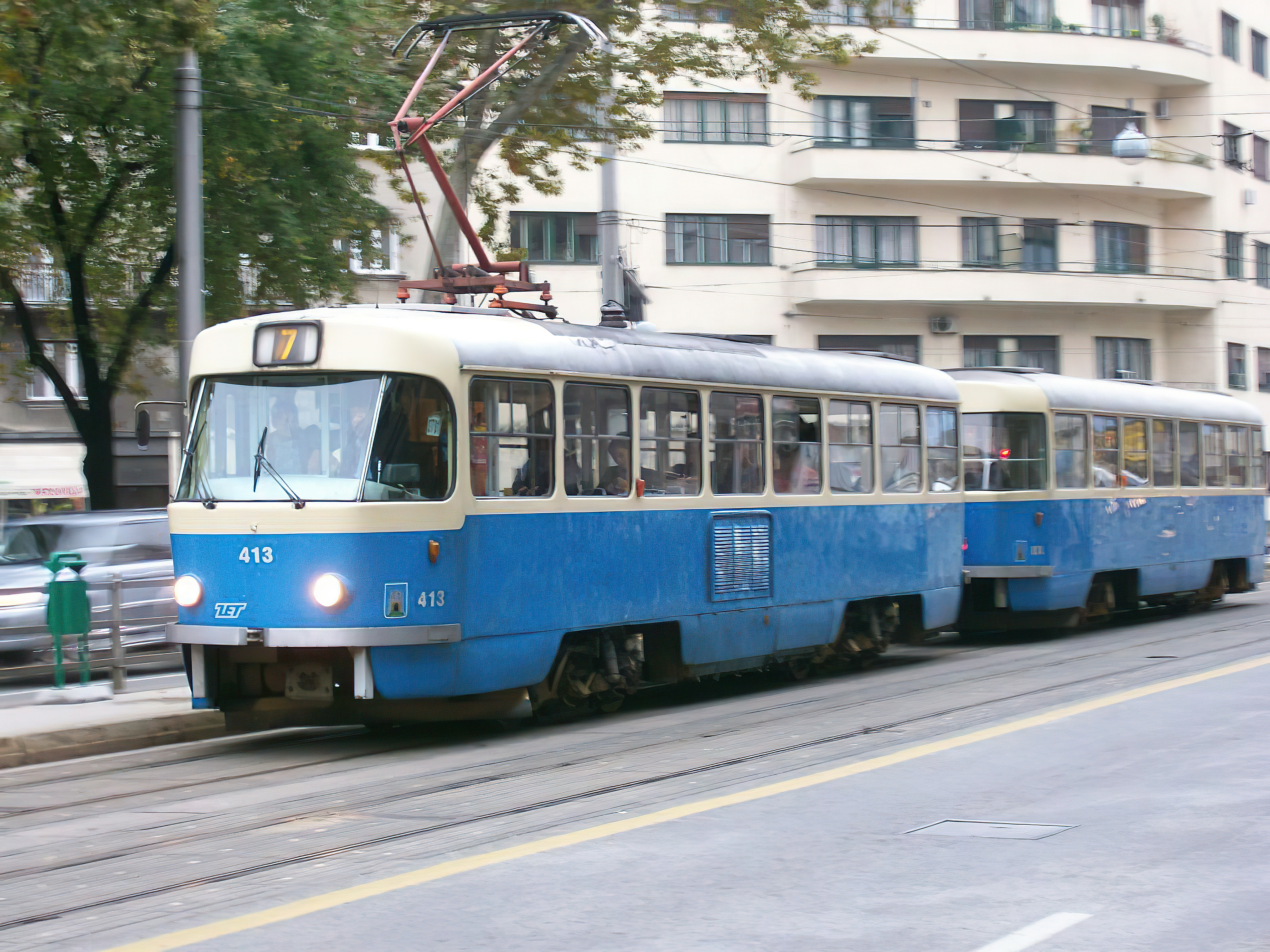
Т4YU

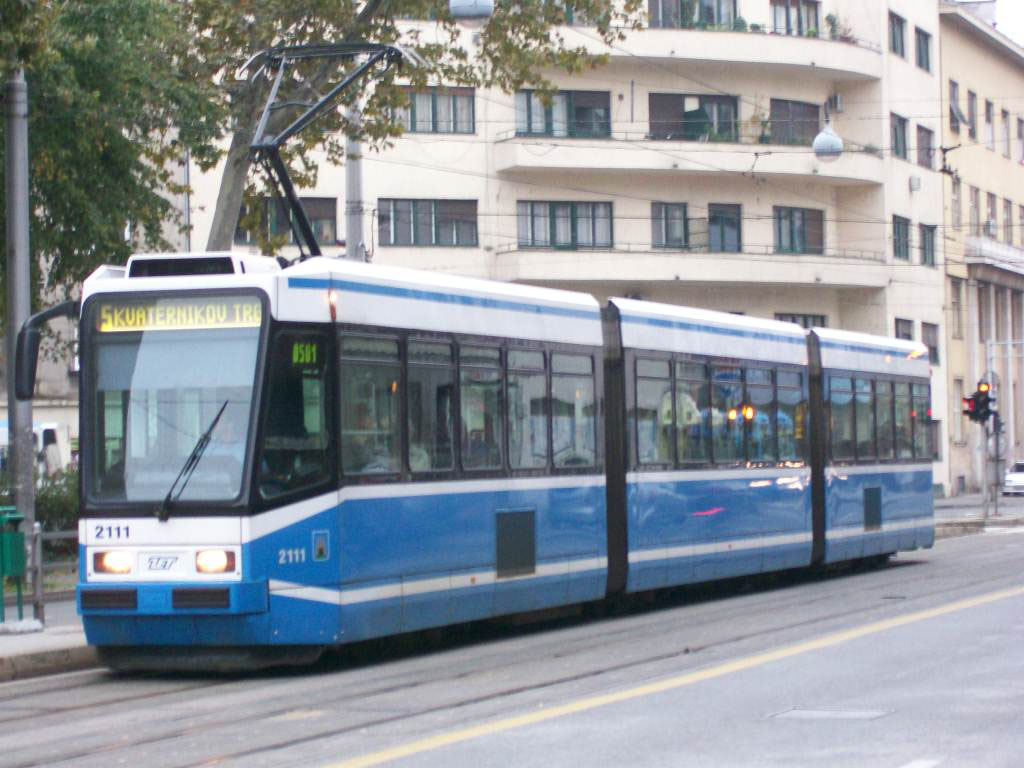
TMK 2100

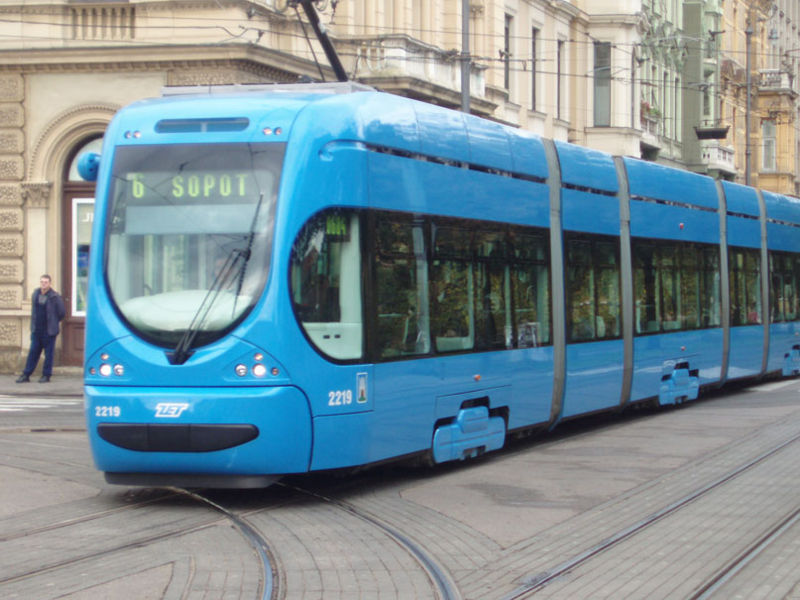
TMK 2200

1. Найстаріший вагон — двовісний вагон марки TMK 101. Три перші одиниці були виготовлені на початку 1950-х на заводі «ZET», інші 68 одиниць надійшли з заводу «Đuro Đaković» разом із 110 причіпними вагонами. Деякі вагони замінили на GT6, але переважно експлуатували до приходу вагонів марки TMK 2200. У вересні 2007 року вагонів марки 101 залишилось 15 одиниць. Вивести їх з експлуатації планувалось узимку 2007—08 років.
2. Вагон TMK 201 виглядає так само, як і 101, але відрізняється від нього технічним оснащенням. У Загребі було 30 вагонів цієї марки і 32 причіпних, що були випущені у 1973—74 роках заводом «Đuro Đaković». 18 вагонів використовуються, решта — вийшли з ладу. Але на основі старих 101 можна випускати вагони марки TMK 2100.
3. У 1977—83 роках трамвайний парк поповнився 95-ма новими вагонами марки Т4YU виробництва «ČKD» і 84-ма причіпними вагонами В4YU. У 1985 році надійшов 51 з'єднаний вагон КТ4YU.
4. У Загребі також є один з'єднаний вагон марки TMK 900, вироблений заводом «Đuro Đaković» у 1990 році.
5. Після придбання у 1994—98 роках загребською трамвайною компанією «ZET» 35 старих вагонів марки GT6 фірми «DUEWAG» (5 із них типу «Мангейм») у однойменному місті (Німеччина) із загребського трамвайного парку почали списувати старі вагони марки TMK 101. Дешеві GT6 були куплені через брак грошей на нові вагони. Незабаром вагони були списані й деякі з них замінені на TMK 2200, ще інші — на нову серію TMK 2200.
6. У 1994 році компанія «Končar» випустила прототип з'єднаного трамваю TMK 2100, у 1997—2003 роках було випущено ще 15 таких трамваїв. Усі вони також були продані компанії «ZET».
7. У 2003 році «ZET» замовила 70 нових трамваїв із низькою підлогою TMK 2200 виробництва консорціуму «Crotram». Вони мають кондиціонери, відеокамери всередині й зовні; розвивають швидкість до 70 км/г.
8. «ZET» також має декілька музейних вагонів М-24.

## Цікавий факт
7 червня 2007 року в Загребі відбувся «парад» трамваїв. 70 вагонів TMK 2200 проїхали вулицями міста наче величезний потяг, створивши при цьому справжній транспортний бедлам. Такі дії мера Мілана Бандича викликали невдоволення городян.

## Фотогалерея

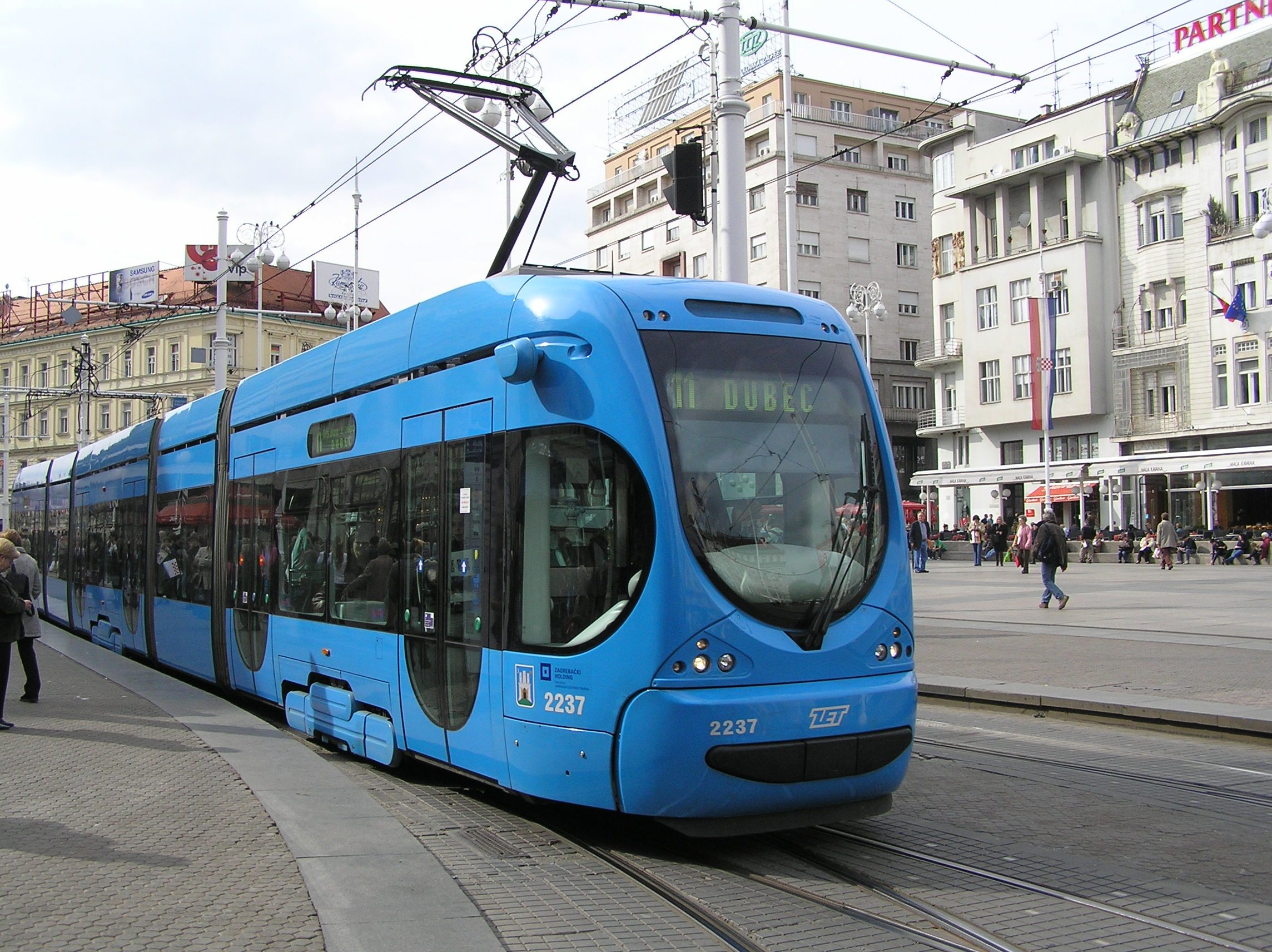
Трамвай на площі бана Єлачича у центрі Загреба
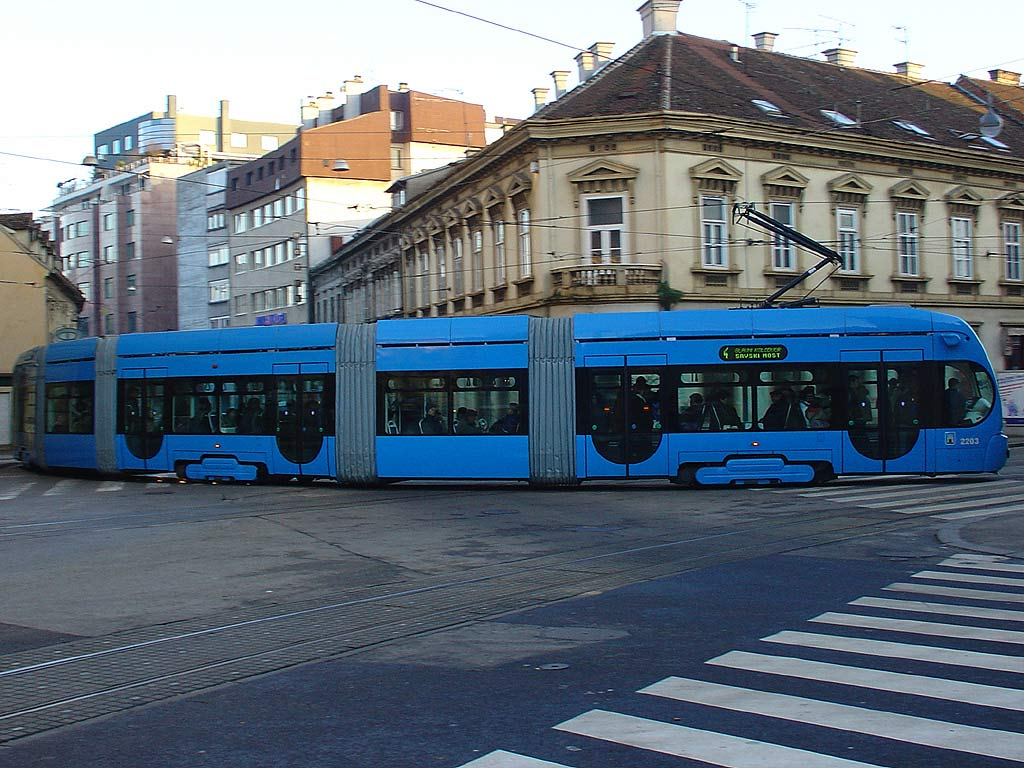
Трамвай, що повертає, на розі вулиць Влашка і Янка Драшковича
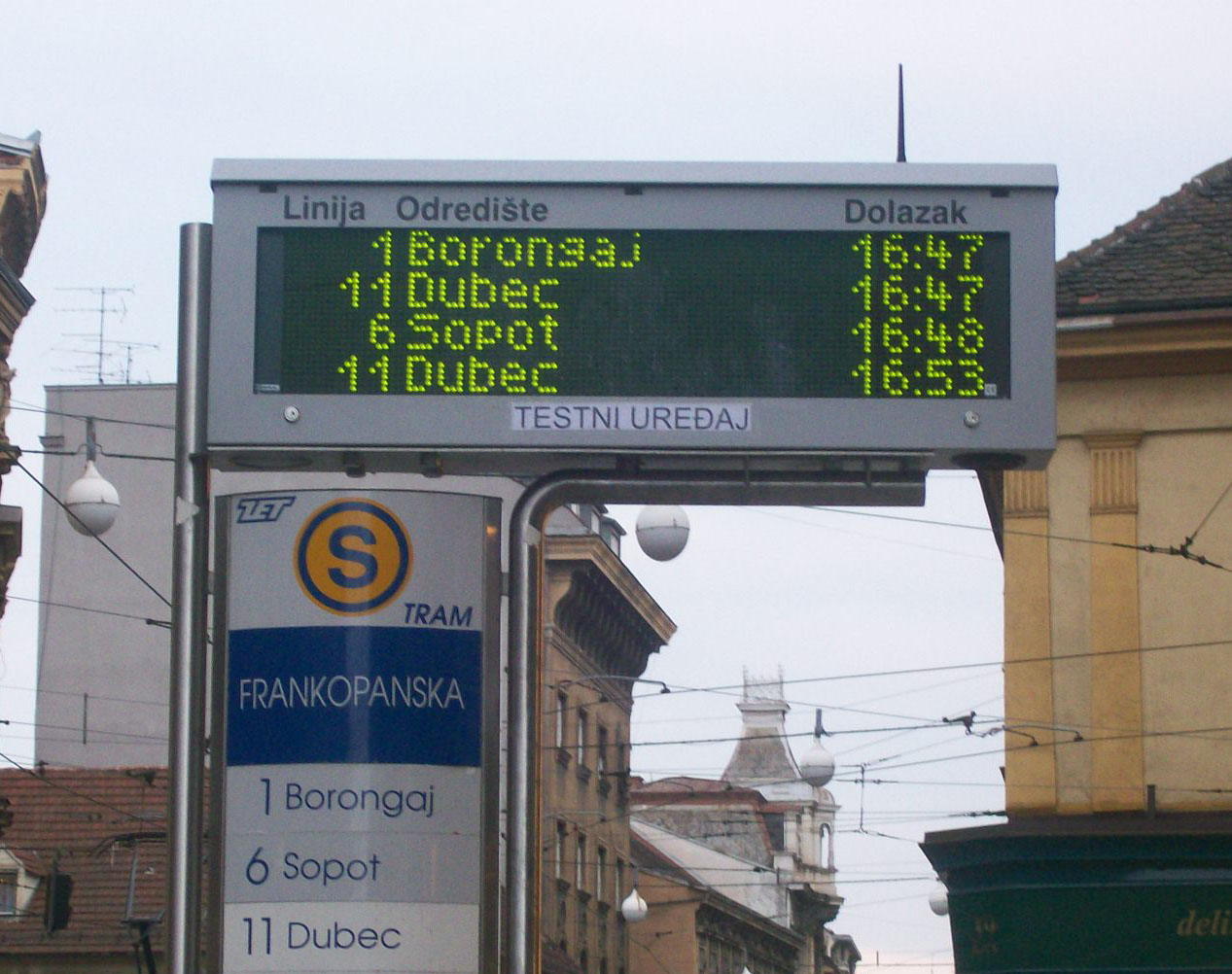
Дисплей на зупинці
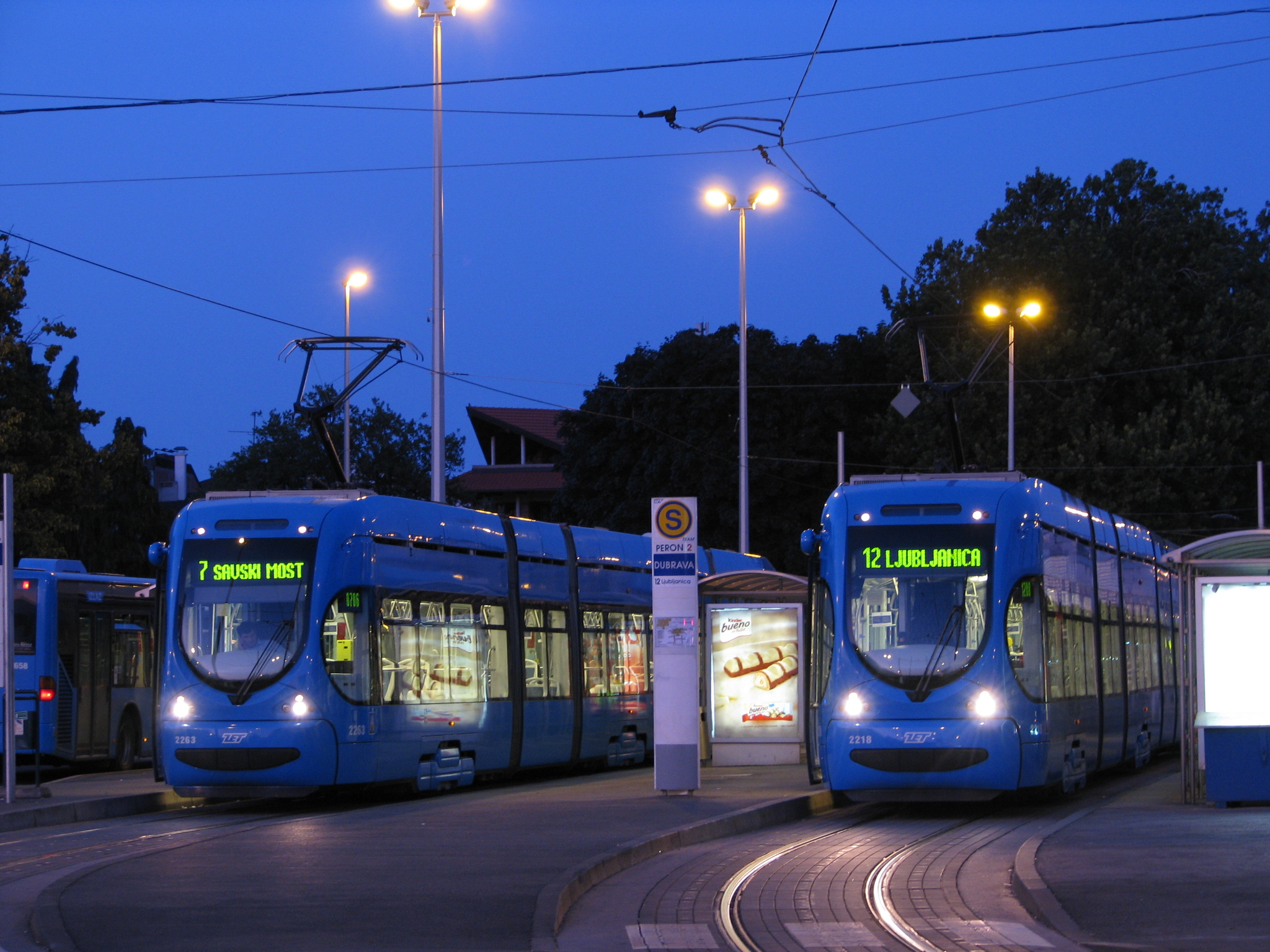
Кінцева зупинка у Дубраві
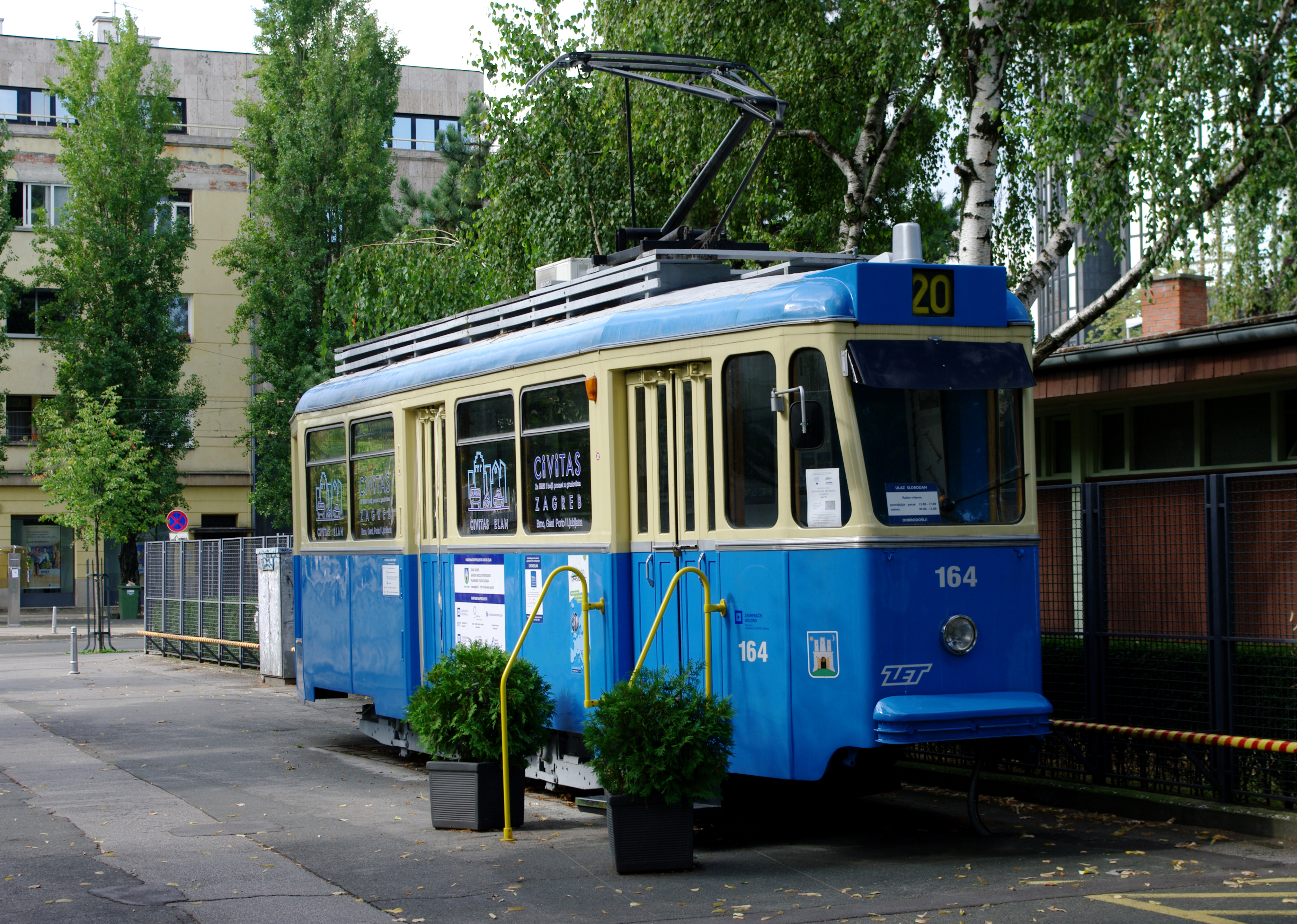
Вагон ТМК-101 біля Загребського технічного музею